# نانا أكواسي أساري
نانا أكواسي أساري Nana Akwasi Asare، من مواليد 11 يوليو 1986 في كوماسي في غانا، لاعب كرة قدم غاني.
بدأ مسيرته الكروية مع نادي فينورد روتردام الهولندي في موسم 2003/2004، وفي موسم 2004/2005 انتقل إلى نادي رويال أنتويرب البلجيكي، ومنذ عام 2005 وهو يلعب مع نادي ميشلين البلجيكي.
و هو يلعب مع منتخب غانا لكرة القدم منذ عام 2007.

## روابط خارجية
- نانا أكواسي أساري على موقع قاعدة بيانات كرة القدم.إي يو (الإنجليزية)
- نانا أكواسي أساري على موقع ناشيونال فوتبول تيمز (الإنجليزية)
- نانا أكواسي أساري على موقع Soccerway.com (الإنجليزية)
- نانا أكواسي أساري على موقع عالم كرة القدم.نت (الإنجليزية)
- نانا أكواسي أساري على موقع AS.com (الإسبانية)